# Metal Gear Solid V: The Phantom Pain
Metal Gear Solid V: The Phantom Pain ist ein Computerspiel der Metal-Gear-Solid-Reihe, das von Kojima Productions entwickelt und von Konami veröffentlicht wurde. Das Spiel ist wie die Vorgänger ein Stealth-Shooter und erschien am 1. September 2015 für PlayStation 3, PlayStation 4, Xbox 360, Xbox One und am 15. September für Windows. Es ist der letzte Teil, der von Serienerfinder Hideo Kojima entwickelt wurde.

## Handlung
The Phantom Pain schließt an die Erzählung des Prologs Ground Zeroes an. Die Spielerfigur, bei der es sich dem Anschein nach um Big Boss handelt und als „Punished Snake“ bzw. „Venom Snake“ bezeichnet wird, erwacht nach neun Jahren in einem Krankenhaus auf Zypern aus dem Koma. Beim Angriff der Geheimorganisation Cipher auf die Mother Base und dem anschließenden Absturz des Hubschraubers (s. Handlung Ground Zeroes) hatte er schwere Verletzungen davongetragen. Unter anderem musste sein linker Arm durch eine technisch hochwertige Armprothese ersetzt werden, außerdem stecken noch verschiedene Splitter in seinem Kopf und Körper. Wegen eines Angriffs auf das Krankenhaus muss sich Venom Snake in Sicherheit bringen, wobei er Unterstützung von Revolver Ocelot erhält. Im Kampf gegen Cipher übernimmt er das Kommando über die von Kazuhira „Kaz“ Miller als Nachfolgeorganisation der ehemaligen Militaires Sans Frontières (MSF, zu deutsch: Soldaten ohne Grenzen) einst gegründete Söldnereinheit Diamond Dogs, um den Angriff der Cipher Kampfeinheit „XOF“ auf die Mother Base zu rächen. Hierfür muss er jedoch erst alte Mitstreiter wie Kazuhira Miller befreien und neue Söldner rekrutieren. Snake operiert unter anderem in Afghanistan und in Afrika (Angola/Zaire).

## Mehrspieler
Metal Gear Solid V: The Phantom Pain beinhaltet zwei Mehrspielermodi, Metal Gear Online, zweitens eine Erweiterung des Mother-Base base-building feature. Spieler können ihre Basis erweitern und vergrößern, um mehr Ressourcen und Personal für den Einzelspielermodus zu generieren. Diese Anlagen können von anderen Spielern weltweit angegriffen werden, um Schaden anzurichten, Personal gefangen nehmen und Ressourcen zu stehlen. Wird der Angreifer von Wachen erwischt oder löst einen stillen Alarm aus, kann der Basisbesitzer oder ein befreundeter Unterstützer die Basis vor der Infiltration schützen und den Gegner ausschalten. Ist die Runde beendet, kann gegebenenfalls der Angreifer der Basis zurückangegriffen werden um die Materialien und Soldaten zurückzuholen, sofern man sich nicht erwischen lässt. Man kann auch Atombomben bauen. Diese bieten erhöhten Schutz, man wird aber öfters im Angriffsverlauf angezeigt oder setzt seine Basis in eine Angriffsliste.

## Vermarktung
Anlässlich der Veröffentlichung bot Sony eine Sonderedition der PlayStation 4 im Design von Metal Gear Solid V an. Auch Walkmans und Tablets im MGS-Design wurden angeboten.

## Rezeption
Metal Gear Solid V: The Phantom Pain erhielt meist positive Wertungen. Einzelhandelsketten in Japan berichteten von hohen Verkaufszahlen und gestiegenen PS4-Hardwareverkäufen. Auch in Großbritannien verkaufte sich das Spiel erfolgreicher als alle vorherigen Serienableger und belegte hinter Batman: Arkham Knight und The Witcher 3 den bis dahin dritten Platz der erfolgreichsten Verkaufsstarts 2015. Insgesamt erlöste das Spiel laut Adobe Digital Index am ersten Verkaufstag 179 Millionen Dollar, bei einem Entwicklungsbudget von 80 Millionen Dollar. Gemessen am Erlös des Starttags erzielte es damit einen Umsatz, der den bis dahin erfolgreichste Filmstart des Jahres, Avengers: Age of Ultron, mit 84 Millionen Dollar bei einem Budget von 250 Millionen Dollar (Das Gesamteinspielergebnis des Films an den Kinokassen betrug dagegen 1,4 Milliarden Dollar) um das Doppelte übertraf. In der ersten Woche wurden mehr als drei Millionen Exemplare des Spiels an den Handel ausgeliefert. Bis zum 31. Dezember 2015 lieferte Konami laut Geschäftsbericht sechs Millionen Exemplare des Spiels an den Handel aus.